# Goldplatten

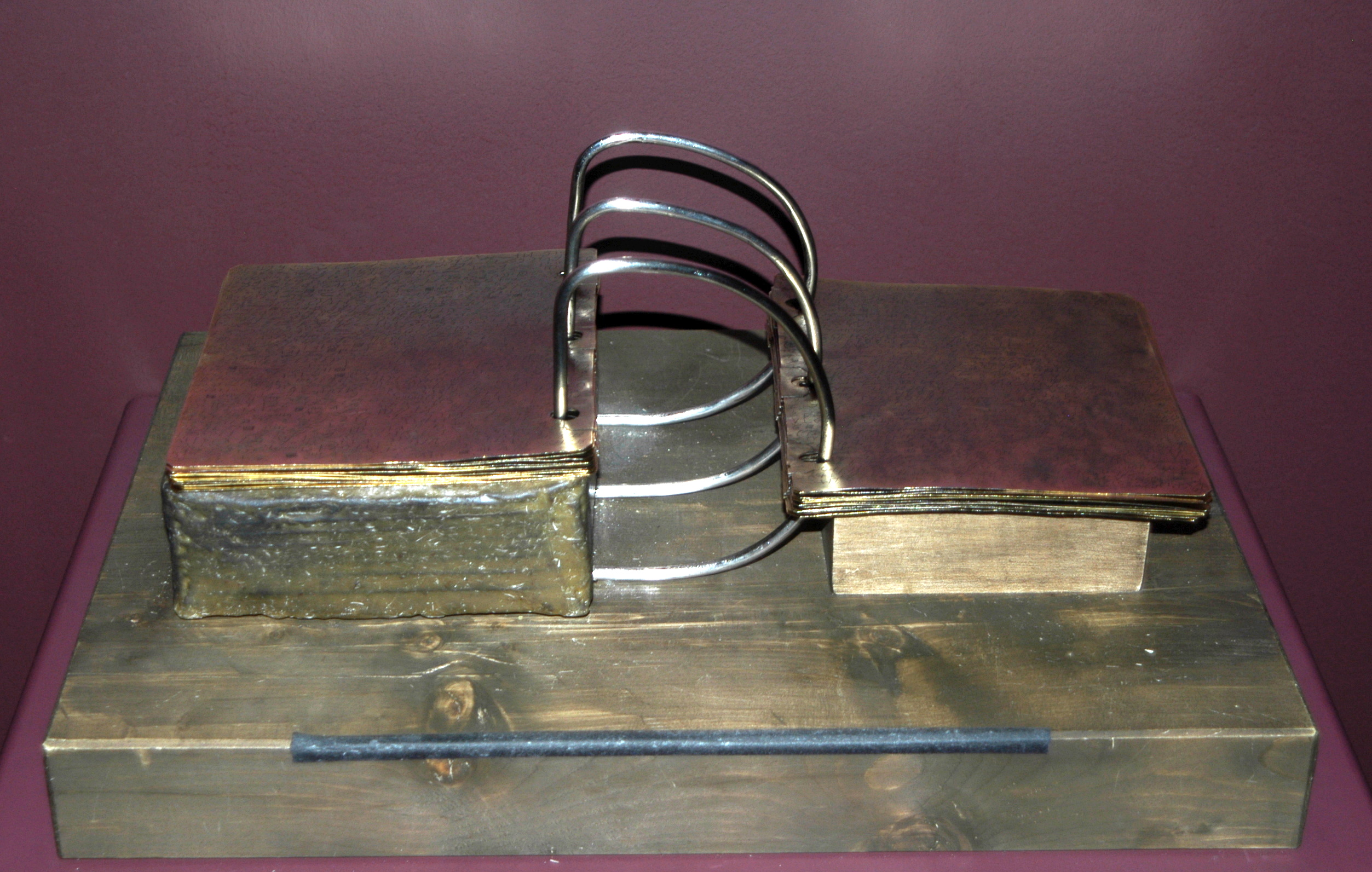
Modell der Goldplatten, nach der Beschreibung von Joseph Smith. (Museum für Kirchengeschichte in Salt Lake City)

Die Goldplatten (in der Literatur des 19. Jahrhunderts öfters auch die goldene Bibel genannt) sind die Quelle, aus der Joseph Smith das Buch Mormon übersetzt haben will. Einige Zeugen beschrieben die Platten als 14 bis 27 kg schwer, aus dünnen goldfarbenen Metallseiten bestehend, auf beiden Seiten beschrieben und mit drei D-förmigen Ringen verbunden. Smith sagte, er habe die Platten am 22. September 1823 an einem Hügel in der Nähe seines Elternhauses in Manchester, US-Bundesstaat New York gefunden, nachdem ein Engel ihn zu einem vergrabenen Steinbehältnis geführt habe. Smith sagte, dass der Engel ihm zuerst verboten habe, die Platten zu nehmen, und ihm die Anweisung gegeben habe, in einem Jahr zurückzukehren. Im September 1827, bei seinem vierten Versuch, an die Platten zu gelangen, kehrte Smith mit einem schweren Objekt zurück, in ein Tuch eingewickelt, das er in einen Kasten legte. Zwar erlaubte Smith anderen, diesen anzufassen, jedoch verbot er ihnen (wie er sagte „nach dem Willen des Engels“), die Goldplatten anzuschauen, bis er den Text aus dem reformierten Ägyptischen ins Englische übersetzt habe. Hierfür will er zwei Sehersteine, genannt Urim und Thummim, benutzt haben.
Smith präsentierte die Zeugnisse von elf Männern, die die Goldplatten gesehen haben sollen. Diese werden „Zeugen des Buches Mormon“ genannt. Nachdem die Übersetzung fertig gewesen sein soll, will Joseph Smith die Platten dem Engel zurückgegeben haben. Deshalb könnten sie heute nicht mehr untersucht werden.

## Ursprung

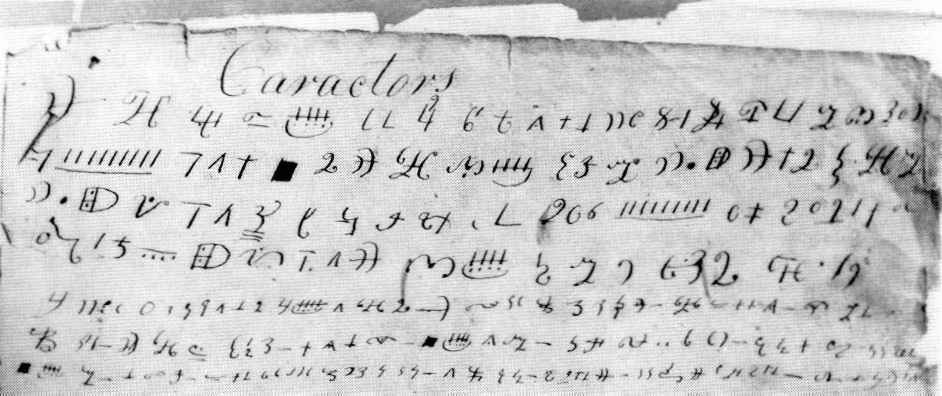
Ein Transkript von Buchstaben aus dem reformierten Ägyptisch, die von den Goldplatten von Smith im Jahre 1828 kopiert wurden. Die Buchstaben sind in keiner Sprache bekannt.

Während die meisten Historiker die reale Existenz der Goldplatten anzweifeln, werden sie in mormonischen Kreisen als Tatsache angesehen. Die Platten sollen – abgesehen von den Drei und den Acht Zeugen – niemandem sonst gezeigt worden sein. Das Buch Mormon stellt die Platten als ein historisches Objekt dar, auf dem die Propheten Mormon und Moroni in reformiertem Ägyptisch geschrieben haben sollen. Diese Schrift ist Linguisten und Ägyptologen aber unbekannt.
Historisch gesehen haben die Kirchen des Mormonentums gelehrt, dass die Geschichte der Goldplatten korrekt sei. Die Gemeinschaft Christi hat aber heute keine offizielle Position mehr dazu, obwohl sie das Buch Mormon als heilige Schrift akzeptiert. Selbst in der eher konservativen Kirche Jesu Christi der Heiligen der Letzten Tage gibt es Mitglieder, die nicht mehr glauben, dass das Buch Mormon von Goldplatten übersetzt wurde, es aber immer noch als heilige Schrift akzeptieren.

## Geschichte

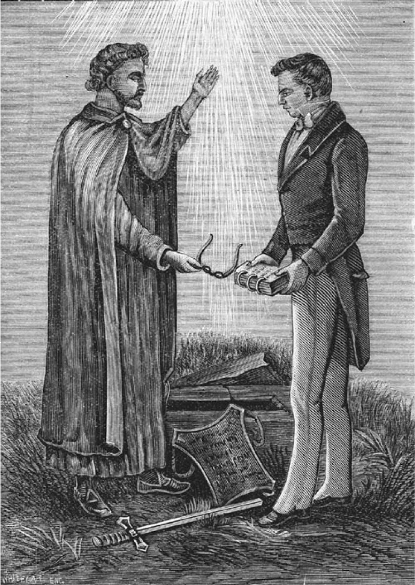
Ein Stich aus dem Jahre 1893, der zeigt, wie Joseph Smith die Platten vom Engel Moroni bekommt.

Die Geschichte der Goldplatten erzählt, wie Smith die Platten gefunden, übersetzt und schließlich zurückgegeben haben will. Die Kirche Jesu Christi der Heiligen der Letzten Tage hat diese Erzählung in ihrem Buch Köstliche Perle zum Teil kanonisiert.

„Er nannte mich beim Namen und sagte zu mir, er sei ein Bote, aus der Gegenwart Gottes zu mir gesandt, und heiße Moroni; Gott habe eine Arbeit für mich zu tun; und mein Name werde bei allen Nationen, Geschlechtern und Sprachen für gut und böse gelten, ja, man werde unter allem Volk sowohl gut als auch böse von ihm sprechen. Er sagte, es sei ein Buch verwahrt, auf Goldplatten geschrieben, darin sei ein Bericht über die früheren Bewohner dieses Erdteils und ihre Herkunft zu finden. Er sagte weiter, darin sei die Fülle des immerwährenden Evangeliums enthalten, wie es der Erretter den Bewohnern vor alters gebracht habe. Bei den Platten seien auch zwei Steine in silbernen Bügeln verwahrt – und diese Steine, an einem Brustschild befestigt, bildeten den [sic] sogenannten Urim und Tummim –, und der Besitz und Gebrauch dieser Steine hätten früher, in alter Zeit, jemanden zum „Seher“ gemacht; und Gott habe sie bereitet, damit das Buch übersetzt werden könne.“

## Beschreibung

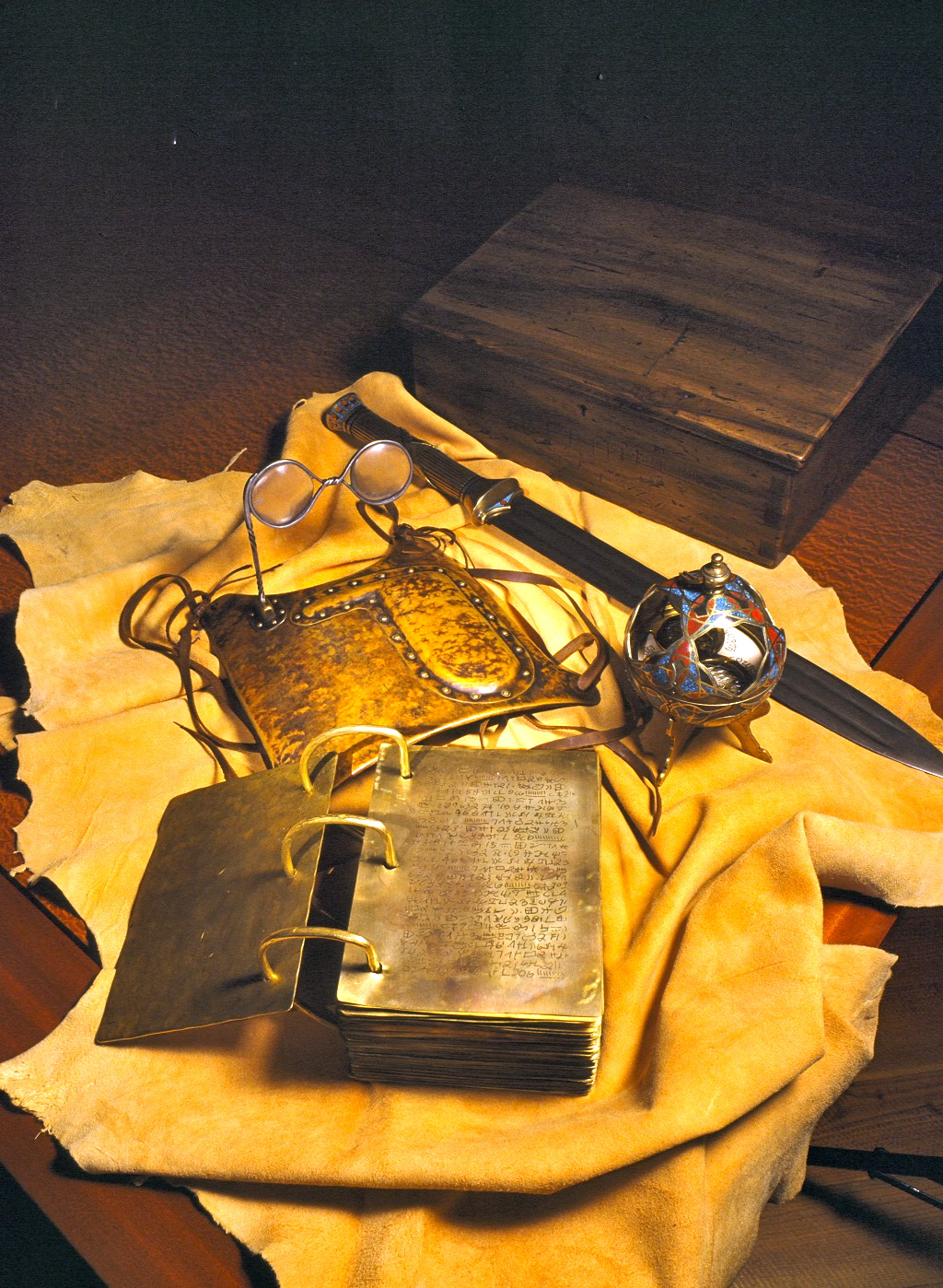
Eine künstlerische Darstellung der Goldplatten, des Urim und Thummim, und Liahona

Martin Harris beschrieb das angebliche Aussehen so: „Die Goldplatten waren auf einer Seite mit Ringen verbunden. Sie waren 18 cm breit und 20 cm lang und waren so dick wie Blechplatten. Wenn sie alle zusammengeklappt waren, waren sie ungefähr 10 cm dick.“
David Whitmer, ein weiterer der drei Zeugen, fügte hinzu, die Platten seien  „auf der Rückseite gesichert mit drei Ringen (…), die es erlauben, die Platten umzublättern.“
Smith veröffentlichte seine eigene Beschreibung der Platten erst im Jahre 1842. Hierin sagte er: „Jede Platte war 15 cm breit und 20 cm lang und nicht genauso dick wie gewöhnliches Blech; die Platten waren zusammengebunden wie in einem Buch; mit drei Ringen die durchgingen; die Platten waren zusammengelegt fast 15 cm dick.“
Die Platten wurden als „golden“ beschrieben und im Jahre 1827 wurden sie „goldene Bibel“ genannt. Als das Buch im Jahre 1830 veröffentlicht wurde, beschrieben die acht Zeugen die Platten als „golden aussehend“. Das Buch Mormon erzählt, dass die Platten aus „Erz“ gemacht wurden. Die erste Beschreibung von Smith sagte aus, dass die Platten „aussehen wie Gold“, und Smith sagte, dass der Engel Moroni sie als „golden“ bezeichnete. Ein im Jahre 1831 erschienener Zeitungsartikel zitiert David Whitmers [als „Whitmar“] Beschreibung der Farbe der Platten als hellgelb; auch die Ringe sollen aus demselben Metall gewesen sein.